# Marumba cristata
Marumba cristata är en fjärilsart som beskrevs av Butler 1875. Marumba cristata ingår i släktet Marumba och familjen svärmare. Inga underarter finns listade i Catalogue of Life.

## Bildgalleri

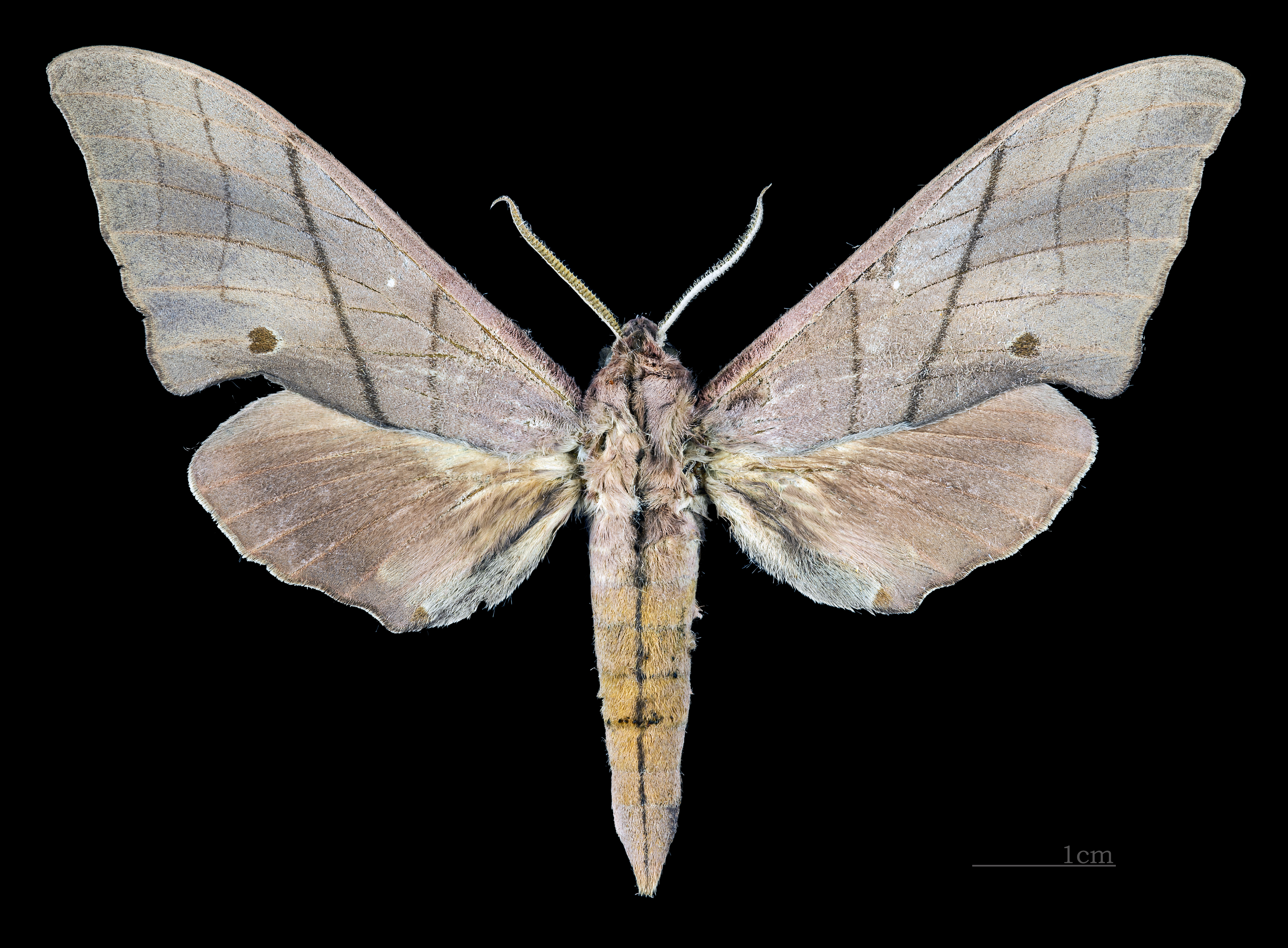
Marumba cristata cristata ♂
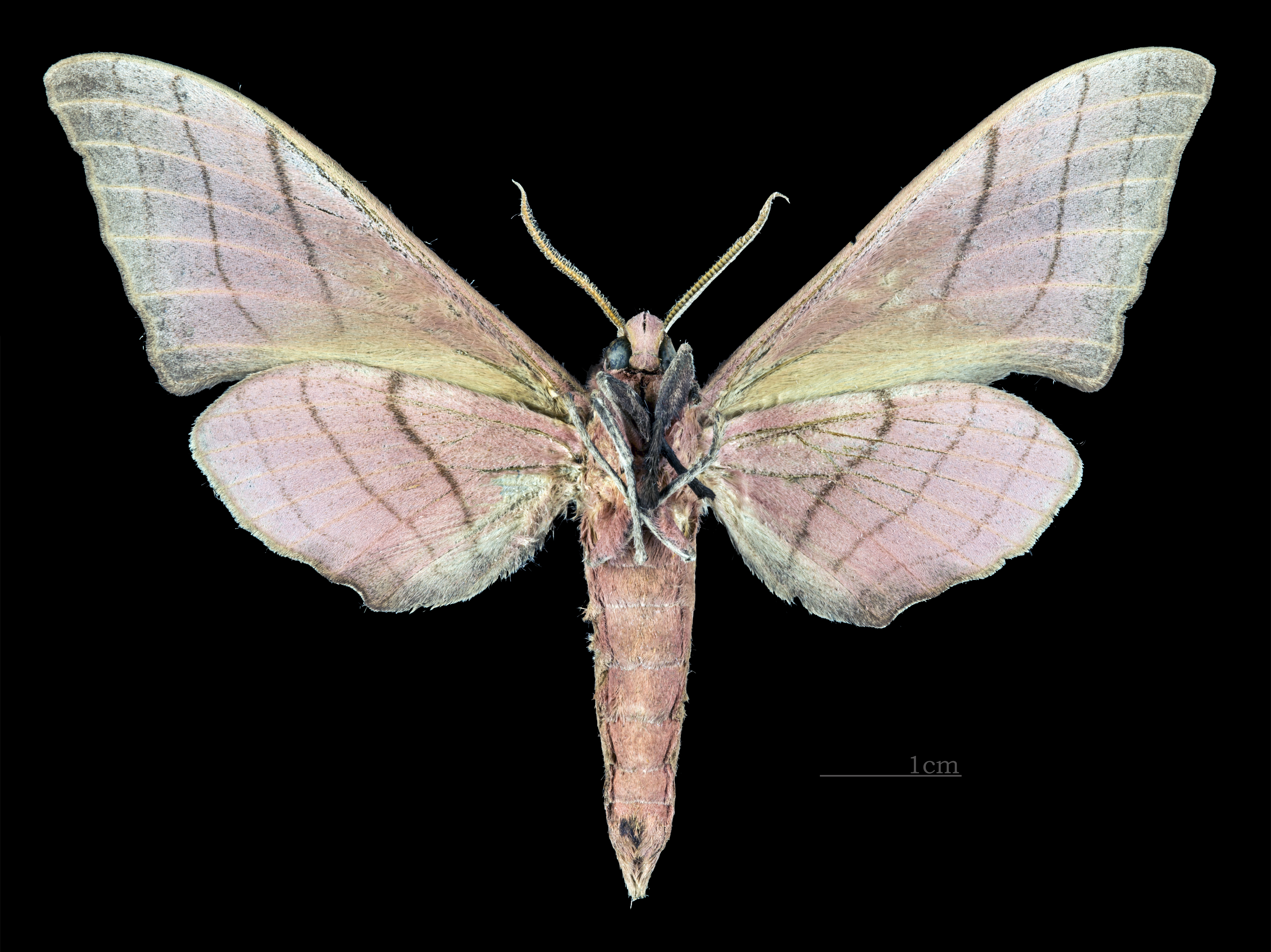
Marumba cristata cristata ♂  △
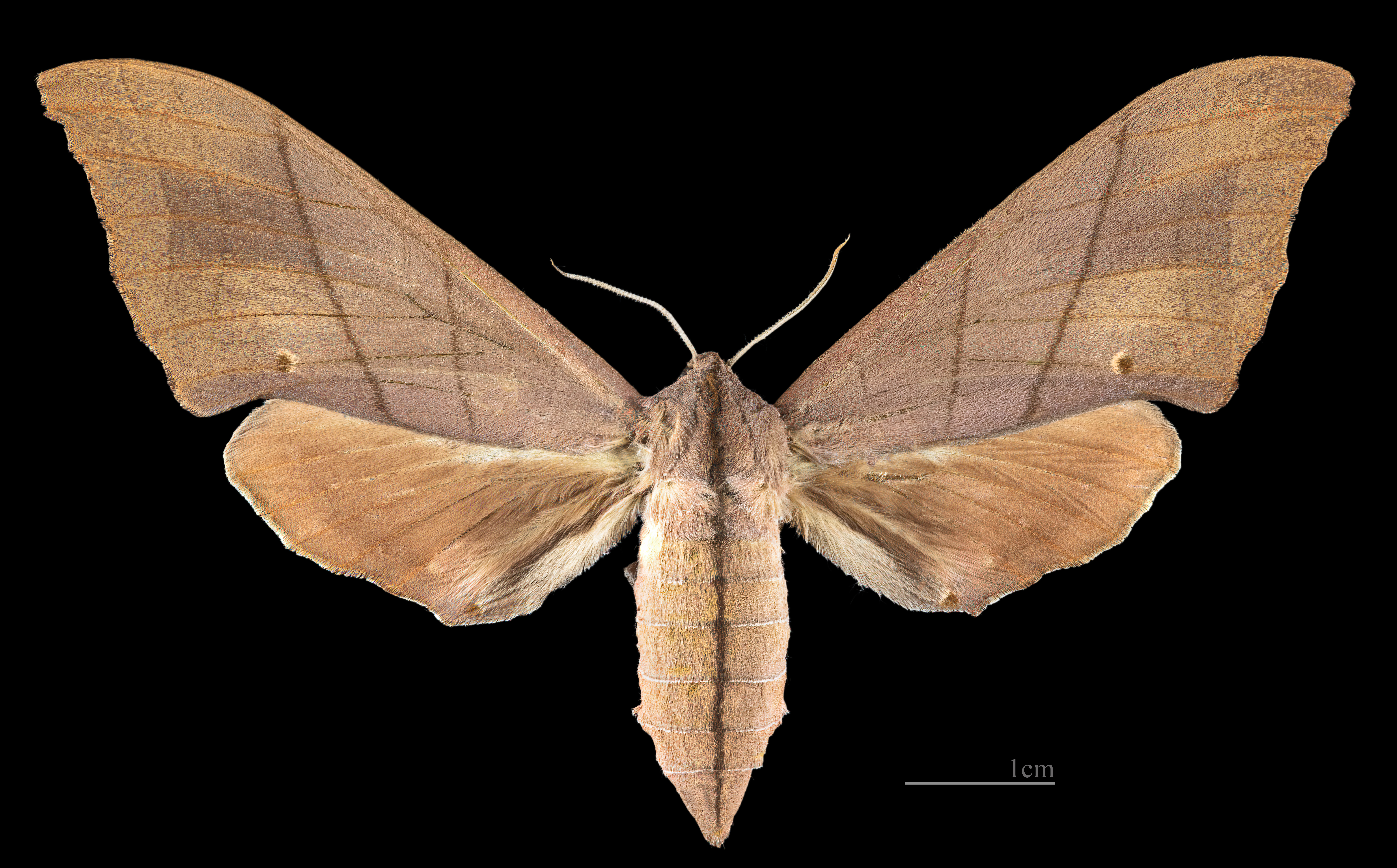
Marumba cristata cristata ♀
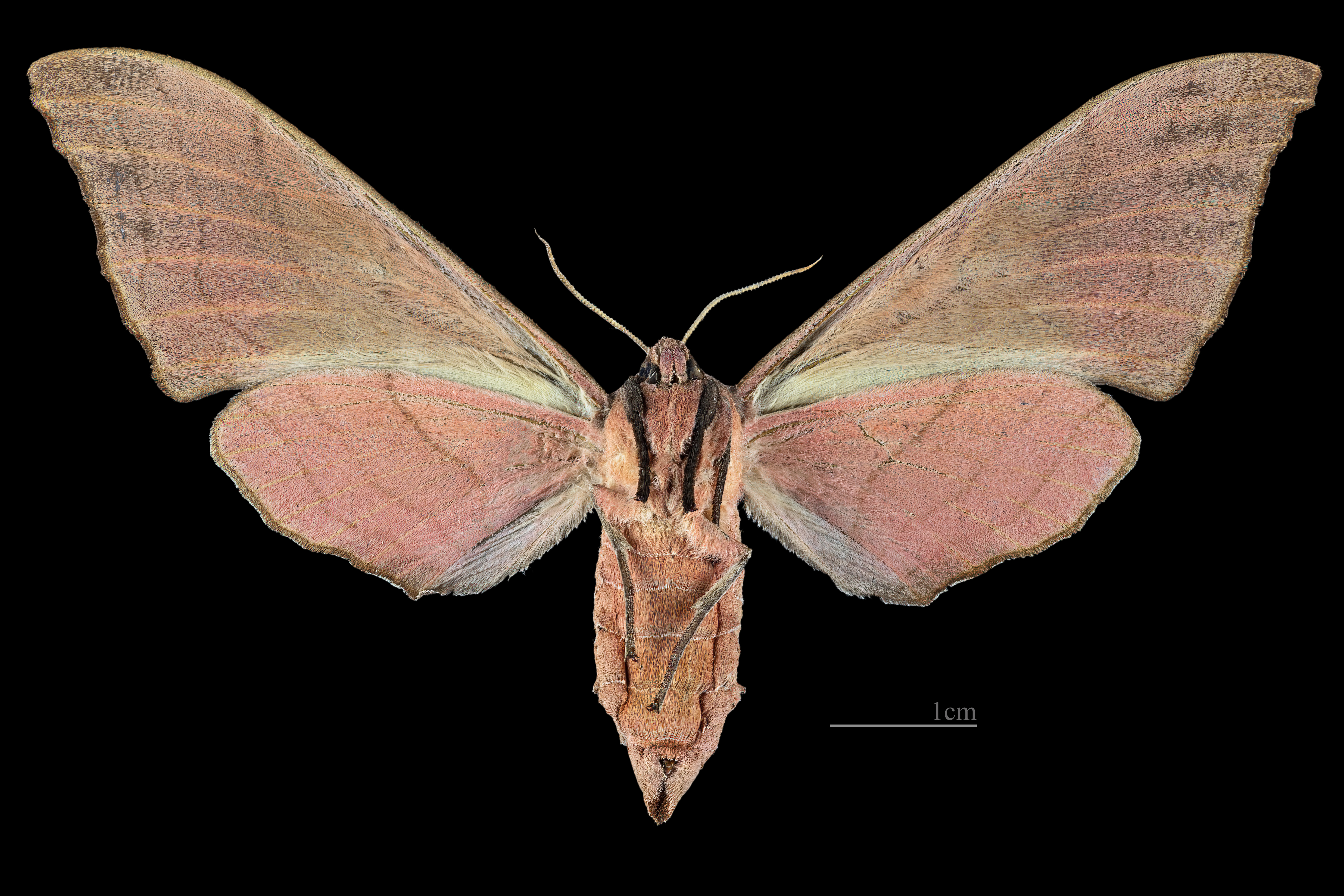
Marumba cristata cristata ♀ △

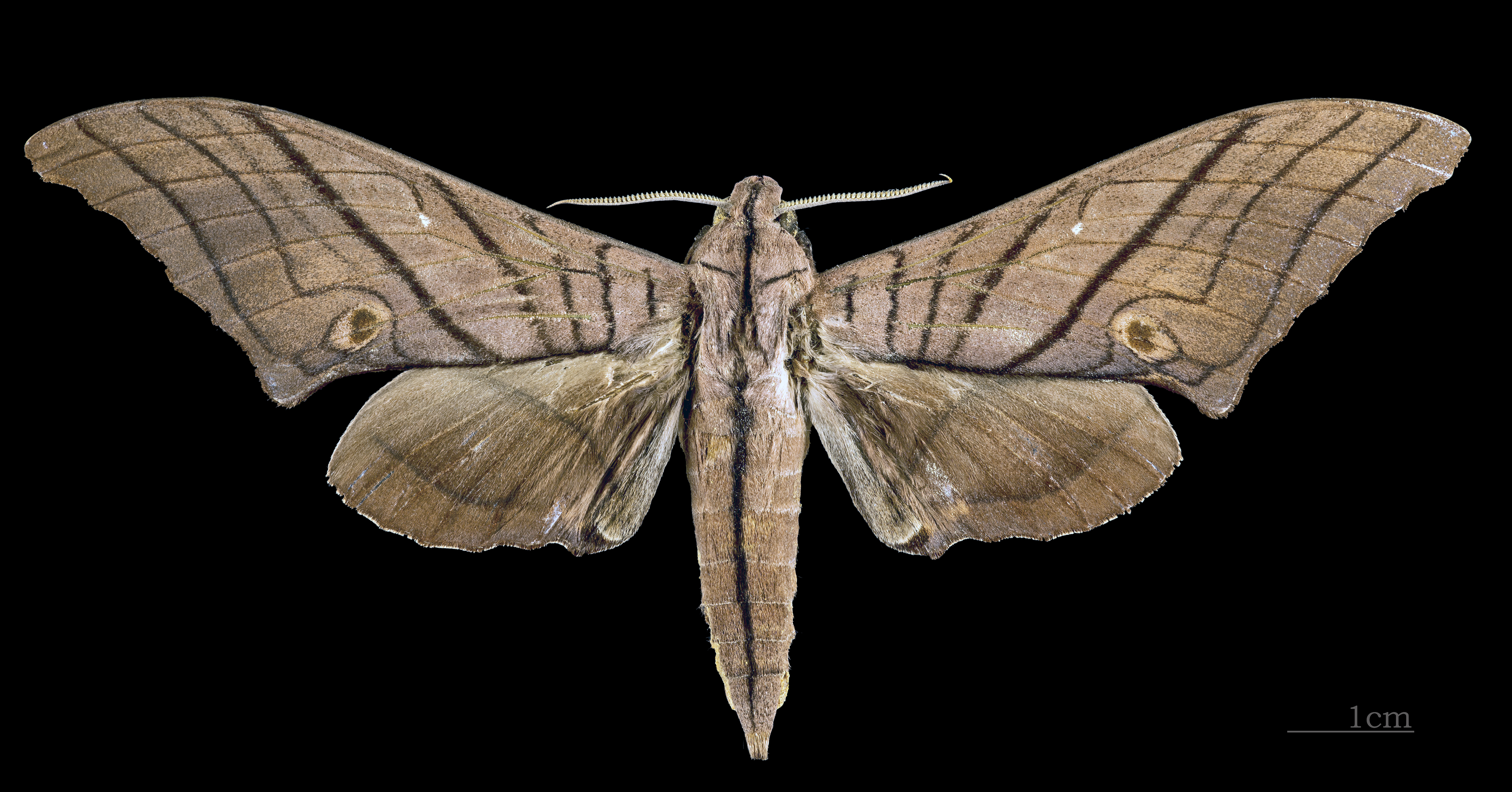
Marumba cristata titan ♂
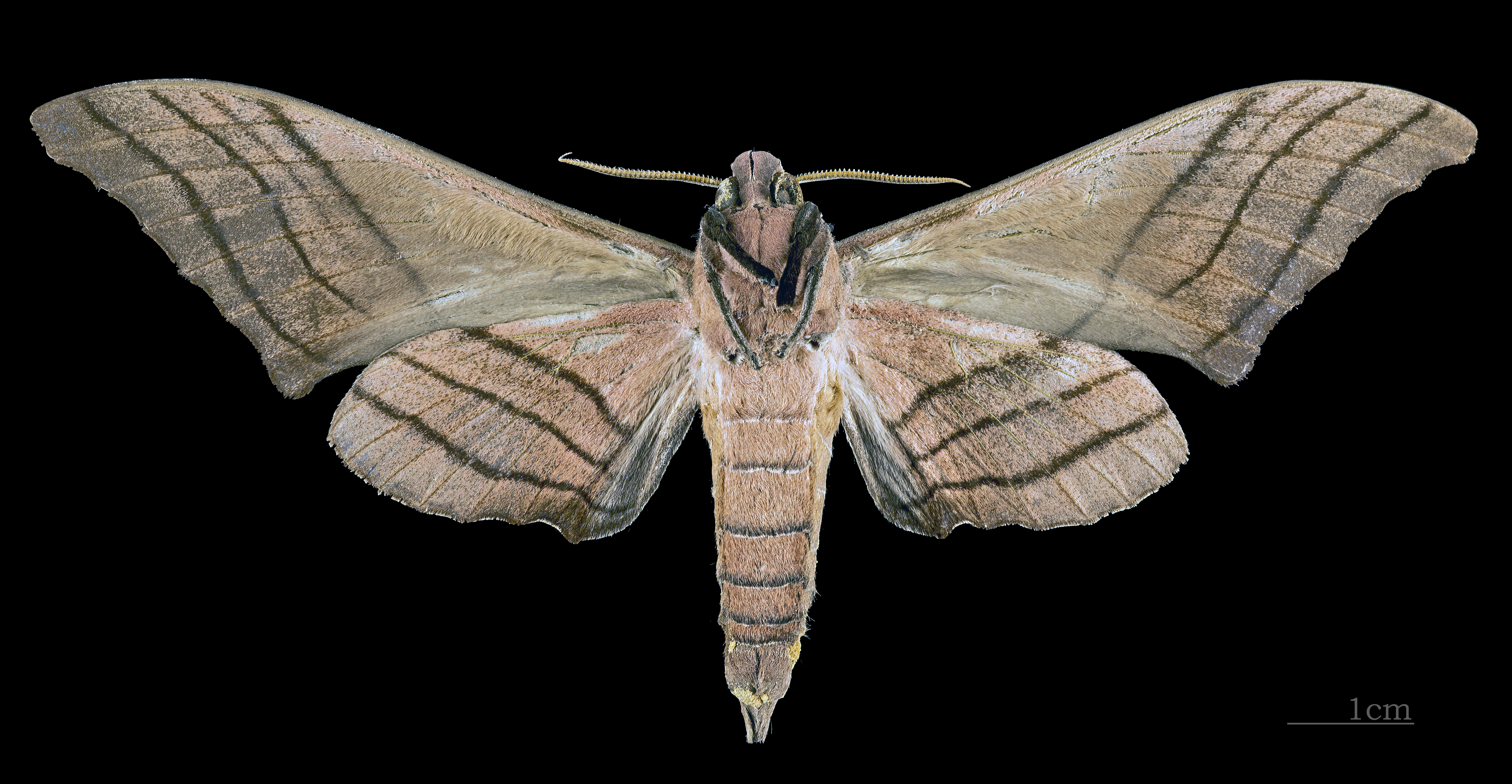
Marumba cristata titan ♂ △
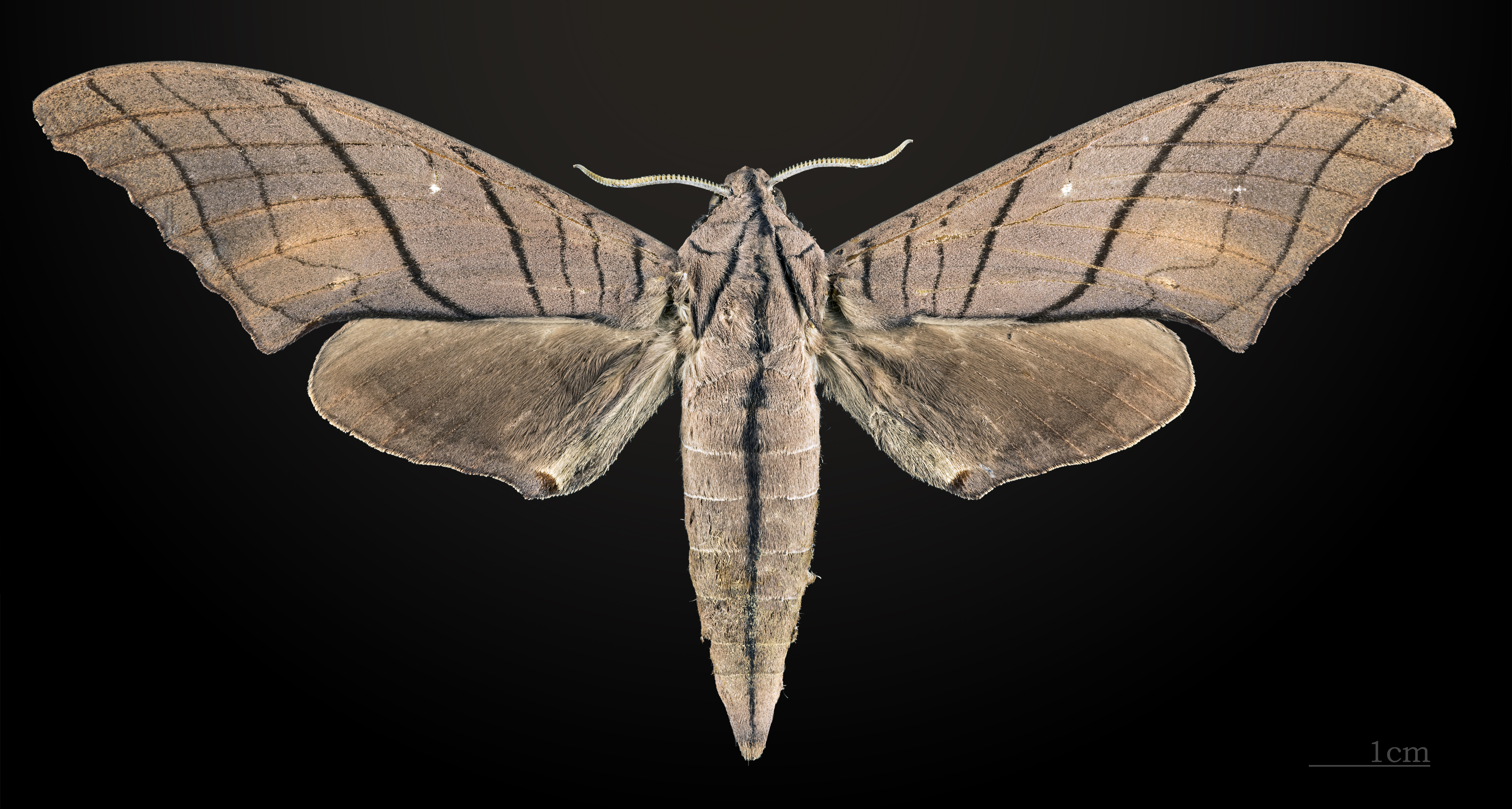
Marumba cristata titan ♀
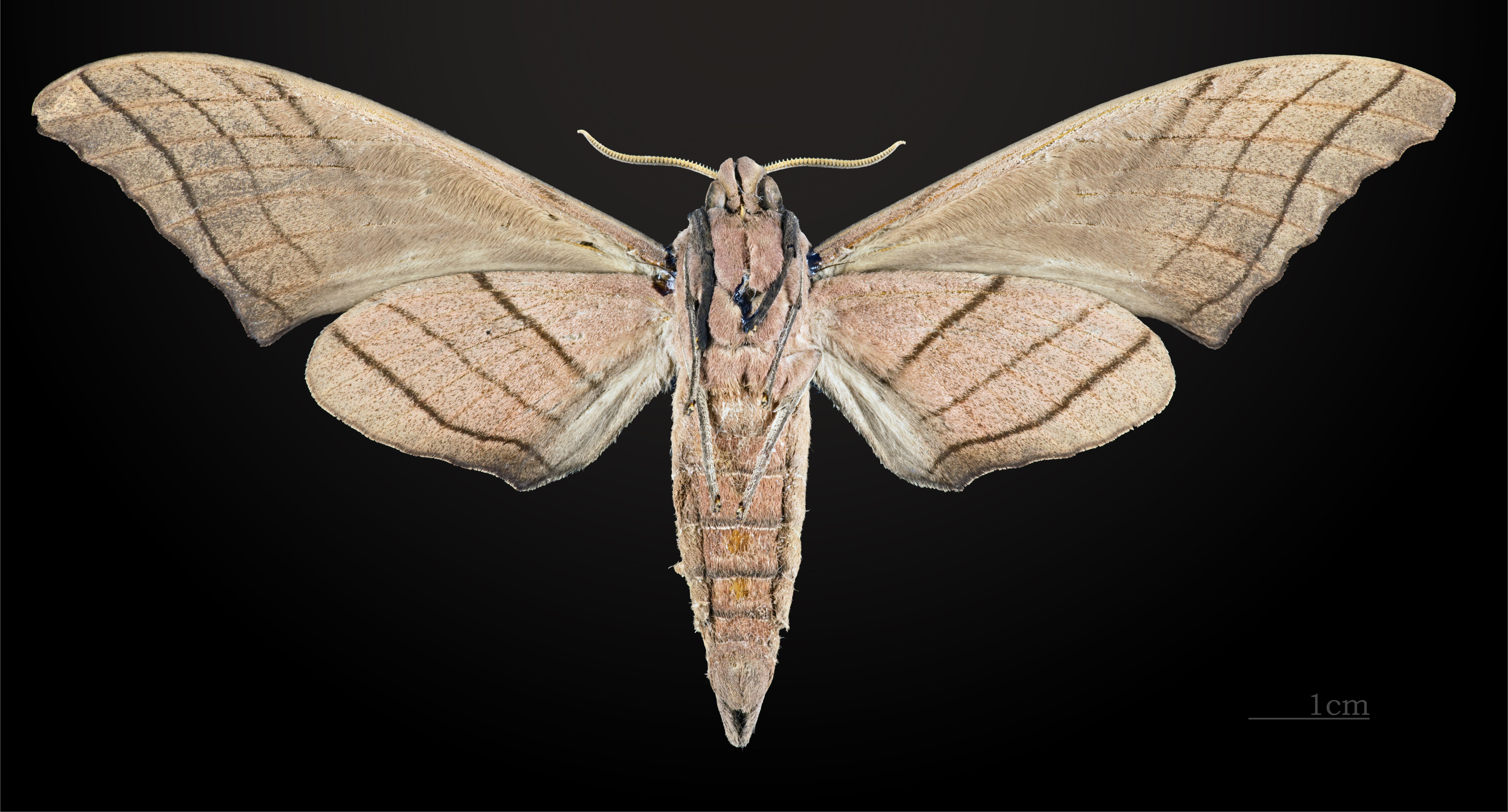
Marumba cristata titan ♀ △